# Azzedinne Hissa
Azzedinne Hissa (arab. عز الدين حيسا, ur. 2 grudnia 1982) – marokański piłkarz, grający na pozycji środkowego obrońcy. Od 2015 roku jest bez klubu.

## Kariera klubowa

### Hassania Agadir (2011–2014)
Zaczynał karierę w Hassanii Agadir. W tym zespole zadebiutował 20 sierpnia 2011 roku w meczu przeciwko Maghrebowi Fez, przegranym 2:0, grając całą drugą połowę. Pierwszego gola strzelił 19 listopada w meczu przeciwko Wydadowi Fez, przegranym 3:2. Do siatki trafił w 52. minucie. Łącznie zagrał 55 meczów i strzelił 4 gole.

### Difaâ El Jadida (2014–2015)
15 września 2014 roku trafił do Difaâ El Jadida. W tym zespole zadebiutował 27 września w meczu przeciwko Rai Casablanca, wygranym 3:0, grając cały mecz. Łącznie zagrał 14 meczów.